# Chiesa di Sant'Ippolito Martire (Giacciano con Baruchella)
La chiesa di San Ippolito Martire è un luogo di culto cattolico sito a Giacciano, frazione del comune sparso di Giacciano con Baruchella. Sorta nel XVII secolo presenta elementi architettonici barocchi, tra cui la facciata ornata da cinque cuspidi piramidali. All'interno è collocato l'altare e la lapide con bassorilievo, detto anche "La dolente", dedicato ad Adelaide Foscarini, nobile veneziana moglie del marchese Carlo Guido Bentivoglio, realizzato su bozzetto di Antonio Canova (1818).

## Storia
La decisione di edificare una nuova chiesa sul territorio è dovuta all'iniziativa della famiglia Bentivoglio che qui si stabilì e avviò la bonifica terminata nel 1625. Fu il marchese Ippolito Bentivoglio d'Aragona (1630-1685) che, presente il popolo in forma solenne e in rappresentanza del vescovo di Ferrara, cardinale Carlo Cerri, il suo vicario generale monsignor Giovanni Cavarnella, pose la prima pietra dell'edificio in data 17 ottobre 1669.
Sulla base di analisi stilistiche comparate, pare certo che il progetto sia attribuibile all'architetto Giovanbattista Barbieri di Ferrara, molto attivo nella Transpadana Ferrarese, spesso al servizio dei Bentivoglio.
Quasi tre anni più tardi, l'8 ottobre 1672, vi fu l'inaugurazione con impartizione della benedizione dell'edificio da parte del vescovo Cerri stavolta presente. Lo stesso Cerri ne decretò l'elevazione a parrocchia con atto datato 16 febbraio 1977. Il marchese Ippolito, come juspatrono, vi nominò il primo parroco nella persona di don Fortunato Panziera (23 marzo 1677).
L'edificio subì gli effetti della devastante rotta del Tartaro che nel 1699 inondò il territorio di Giacciano, Zelo e Baruchella spingendosi fino al passo di Trecenta.

## Descrizione
La chiesa, di impostazione neoclassica, presenta una struttura a tre navate, con soffitto piatto e dalla facciata tripartita con sei paraste, tre cuspidi, rosone centrale sottoposto al timpano, collegati tra loro da pseudo capitelli e cornici rettilinee le quali, alternate con linee arcuate di stille secentesco, conferiscono all'insieme una composta serenità.
All'interno l'opera di maggior rilievo è la tomba del marchese Carlo Guido Bentivoglio e la relativa lapide con bassorilievo, detto anche "La dolente", dedicato ad Adelaide Foscarini, nobile veneziana sua moglie, realizzato su bozzetto di Antonio Canova (1818). Sulla cantoria in controfacciata si trova l'organo a canne, costruito da Antonio Callido nel 1829; integro nelle sue caratteristiche foniche originarie, dispone di 14 registri ed è funzionante, in buone condizioni. Il campanile ospita uno dei pochi concerti interamente manuali con telaio (e ceppi) in legno, e con orologio a molla ricaricabile. Il concerto si compone di 4 campane, di note si3 reb4 mib4 solb4, fuse dalle fonderie Cavadini Verona e Colbachini Padova in anni diversi. Dal 2019 la parrocchia è in attesa del fondo Cariparo per la ricostruzione del telaio in legno.